# Pyropelta yamato
Pyropelta yamato là một loài ốc biển nhỏ, động vật thân mềm chân bụng sống ở biểns trong họ Pyropeltidae.

## Môi trường sống
This small limpet occurs at hydrothermal vents and seeps